# Почётный гражданин Московской области
Почётное звание «Почётный гражданин Московской области» — высшая награда Московской области. Положение о почётном звании «Почётный гражданин Московской области» было утверждено в Приложении 1 к Закону Московской области «О наградах Московской области» (№ 243/2006-ОЗ от 22 декабря 2006 года, а затем № 104/2014-ОЗ от 24 июля 2014 года). 

## Статут звания
Награждение производится Постановлением Губернатора Московской области.
Почётное звание «Почётный гражданин Московской области» является высшей наградой Московской области.
Почётное звание присваивается за исключительные заслуги в социально-экономическом развитии Московской области, в деле защиты прав человека, охраны жизни и здоровья людей, в укреплении мира и согласия в обществе, за деятельность, способствующую развитию и процветанию Московской области, повышению её авторитета в Российской Федерации и за пределами Российской Федерации.
Гражданину, удостоенному почётного звания, вручаются знак, его миниатюрная копия, удостоверение к почетному званию и грамота о присвоении почётного звания. В 2014 году учреждена планка к награде.
Знак к почетному званию «Почетный гражданин Московской области» носится на цепи на середине груди. При ношении знака к почетному званию «Почетный гражданин Московской области» награждённый знаком князя Ивана Калиты носит миниатюрную копию знака князя Ивана Калиты. Миниатюрная копия знака без цепи предназначена для особых случаев и возможного повседневного ношения. При ношении ленты знака к почетному званию «Почетный
гражданин Московской области» на планке она располагается после лент государственных наград Российской Федерации и (или) СССР.

## Права и льготы удостоенным
Порядок предоставления прав, льгот и денежных выплат гражданам, награжденным наградами Московской области, устанавливается Правительством Московской области (в ред. Закона Московской области от 6 апреля 2012 г. № 27/2012-ОЗ).
Гражданам, удостоенным Почётного звания «Почётный гражданин Московской области», на территории Московской области предоставляются следующие права и льготы:
- Право ношения нагрудного знака «Почётный гражданин Московской области» и всех его регалий.
- Право присутствия в качестве почётных гостей на церемонии вступления в должность Губернатора Московской области, на торжественных заседаниях и иных мероприятиях, проводимых органами государственной власти Московской области.
- Льготы, установленные нормативными правовыми актами Московской области, такие как:
  - бесплатный проезд на автомобильном и городском наземном электрическом транспорте Московской области (автобус, троллейбус, трамвай) по маршрутам регулярных перевозок по регулируемым тарифам и на железнодорожном транспорте пригородного сообщения (в ред. Закона Московской области от 3 июля 2012 г. № 90/2012-ОЗ);
  - компенсация стоимости коммунальных услуг и абонентской платы за телефон;
  - бесплатное ежегодное обеспечение санаторно-курортным лечением при наличии медицинских показаний;
  - компенсация стоимости проезда один раз в год к месту отдыха и обратно в пределах территории Российской Федерации;
  - бесплатное обеспечение лекарственными средствами;
  - бесплатное изготовление и ремонт зубных протезов (за исключением протезов из драгоценных металлов, металлокерамики, других дорогостоящих материалов и искусственных имплантатов) в лечебно-профилактических учреждениях по месту жительства в соответствии с перечнем, утвержденным центральным исполнительным органом государственной власти Московской области, уполномоченным в сфере здравоохранения (в ред. Закона Московской области от 28 декабря 2007 г.№ 234/2007-ОЗ).
- Единовременная денежная выплата в размере 150000 рублей.
- Денежные выплаты четыре раза в год в размере 5000 рублей (в ред. Закона Московской области от 06 апреля 2012 г. № 27/2012-ОЗ), приуроченные к следующим дням[3]:
  - 23 февраля — День защитника Отечества;
  - 9 мая — День Победы советского народа в Великой Отечественной войне 1941—1945 годов (1945 год);
  - 27 сентября — День Московской области;
  - 5 декабря — День начала контрнаступления советских войск против немецко-фашистских войск в битве под Москвой (1941 год).

## Описание знака
Знак к Почётному званию «Почётный гражданин Московской области» представляет собой металлическое изделие, состоящее из большого нагрудного знака и декоративной цепи к нему, ленты знака. Большой нагрудный знак (далее — знак) выполнен в виде «золотистой восьмиконечной звезды c округлыми полированными лучами-штралами, совмещённой с равноконечным крестом с расширяющимися концами фигурной формы, покрытыми темной пурпурной эмалью (горячей ювелирной эмалью)». На каждый конец креста нанесён золотистый геометрический традиционный орнамент.
Расстояние между концами противолежащих лучей звезды и между концами креста 55 мм, длина больших лучей 13 мм, малых − 10 мм.
В центральной части расположен круглый алый эмалевый медальон диаметром 35 мм с покрытой синей эмалью каймой шириной 5 мм, имеющей золотистые внешний и внутренний бортики шириной по 1 мм каждый. По кайме полукругом помещены золотистые рельефные рубленые прописные литеры высотой 2 мм ПОЧЕТНЫЙ ГРАЖДАНИН МОСКОВСКОЙ ОБЛАСТИ без кавычек. В нижней части − золотистый рельефный узор в виде круга.
В поле медальона помещены рельефные золотистые главные фигуры гербового щита Московской области шириной 15 мм и высотой 18 мм.
На оборотной стороне знака в центре помещен порядковый номер.
Знак при помощи соединительных колец крепится к цепи. Знак выполнен из жёлтого металла с декоративным гальваническим покрытием (золочением).
Цепь к знаку (далее − цепь) представляет собой металлическую конструкцию, состоящую из большого звена, 12 средних декоративных звеньев двух видов и соединительных золотистых колец.
Большое звено диаметром 30 мм выполнено в виде объемного металлического венка из соединенных дубовых и лавровых ветвей, покрытых зелёной эмалью.
Шесть средних декоративных звеньев выполнены в виде рельефного золотистого полного герба Московской области размером 25 мм в высоту и 20 мм в ширину. Шесть других средних звеньев представляют собой уменьшенное изображение знака с заменой надписи медальоном алого цвета, в центре которого золотистые фигуры из гербового щита Московской области.
Расстояние между концами противолежащих лучей звезды и между концами креста 35 мм, длина больших лучей 6,5 мм, малых − 5 мм.
Все средние декоративные звенья соединены между собой и большим звеном малыми округлыми звеньями.
Цепь выполнена из жёлтого металла с декоративным гальваническим покрытием (золочением).
Лента знака шелковая муаровая, пурпурного цвета, с золотистой полосой размером 1 мм в центре и красными золотыми полосами по краям и красной каймой размером 1 мм каждая. Планка для ленты знака высотой 8 мм, ширина ленты − 24 мм.
Миниатюрная копия знака без цепи имеет расстояние между концами креста 15,3 мм.

## Известные почётные граждане
| Год      | Портрет | Имя                                          | Даты жизни              | Род деятельности | #      |
| -------- | ------- | -------------------------------------------- | ----------------------- | --- | ------ |
| 1999 год |         | Козлов Николай Тимофеевич                    | 19.12.1925 — 15.04.2001 | Председатель Московского облисполкома (1963—1980), Министр плодоовощного хозяйства СССР (1980—1985) | [ 4 ]  |
| 1999 год |         | Лужков Юрий Михайлович                       | 21.09.1936 — 10.12.2019 | Председатель исполкома Моссовета (1990—1991), мэр Москвы (1992—2010) | [ 5 ]  |
| 1999 год |         | Жуков Борис Петрович                         | 30.10.1912 — 22.09.2000 | Академик Российской Академии наук. Дважды Герой Социалистического Труда (1966, 1982). Лауреат Ленинской премии (1976) | [ 6 ]  |
| 2001 год |         | Кадышевский Владимир Георгиевич              | 05.05.1937 — 24.09.2014 | Академик Российской Академии наук. Физик-теоретик, специалист в области теории элементарных частиц и физики высоких энергий | [ 7 ]  |
| 2001 год |         | Соколов Сергей Леонидович                    | 18.06.1911 — 31.08.2012 | Военачальник. Маршал Советского Союза (1978), Герой Советского Союза (1980). Министр обороны СССР (1984—1987). Участник Великой Отечественной войны | [ 8 ]  |
| 2001 год |         | Ярыгин Владимир Михайлович                   | 16.01.1936 — 16.01.2017 | Токарь-карусельщик Электростальского завода тяжёлого машиностроения. Дважды Герой Социалистического Труда (1976, 1985) | [ 9 ]  |
| 2002 год |         | Ювеналий, митрополит Крутицкий и Коломенский | 22.09.1935              | Епископ Русской православной церкви. Митрополит Крутицкий и Коломенский (с 1977 г.), патриарший наместник Московской епархии, постоянный член Священного синода РПЦ (с 1972 г.) | [ 10 ] |
| 2011 год |         | Непобедимый Сергей Павлович                  | 13.09.1921 — 11.04.2014 | Конструктор ракетного вооружения. Герой Социалистического Труда (1971). Действительный член (академик) РАРАН | [ 11 ] |
| 2012 год |         | Громов Борис Всеволодович                    | 07.11.1943              | Военачальник и политик. Депутат Государственной думы Федерального собрания Российской Федерации VI созыва. Генерал-полковник (1989), Герой Советского Союза (1988). Губернатор Московской области (2000—2012)                                                                                 | [ 12 ] |
| 2014 год |         | Леонов Алексей Архипович                     | 30.05.1934 — 11.10.2019 | Советский космонавт № 11, первый человек вышедший в открытый космос. Дважды Герой Советского Союза (1965, 1975). Лауреат Государственной премии СССР (1981) | [ 13 ] |
| 2015 год |         | Рошаль Леонид Михайлович                     | 27.04.1933              | Педиатр и хирург, доктор медицинских наук, профессор, общественный деятель. Президент НИИ неотложной детской хирургии и травматологии, «Детский доктор мира» (1996) | [ 14 ] |
| 2016 год |         | Антонова Лидия Николаевна                    | 15.05.1950              | Секретарь Московского областного регионального отделения партии «Единая Россия». Действительный член Российской академии образования, профессор, член Президиума Российской Академии образования, доктор педагогических наук. Член Комитета Совета Федерации по науке, образованию и культуре | [ 15 ] |